# Parti du peuple maldivien
Le Parti du peuple maldivien est un parti politique maldivien fondé en 2005 par Maumoon Abdul Gayoom.

## Résultats électoraux

### Élections présidentielles
| Année | Candidat             | 1er tour | 1er tour | 1er tour | 2d tour | 2d tour | 2d tour |
| Année | Candidat             | Voix     | %        | Rang     | Voix    | %       | Rang    |
| ----- | -------------------- | -------- | -------- | -------- | ------- | ------- | ------- |
| 2008  | Maumoon Abdul Gayoom | 71 779   | 40,34 %  | 1er      | 82 121  | 45,32 % | Battu   |

### Élections législatives
| Année | Voix   | %     | Sièges  | Gouvernement        |
| ----- | ------ | ----- | ------- | ------------------- |
| 2005  | 71 558 | 40,34 | 20 / 42 | Gouvernement        |
| 2009  | 40 886 | 24,62 | 26 / 77 | Opposition          |
| 2014  | 549    | 0,30  | 0 / 85  | Extra-parlementaire |
| 2019  | 373    | 0,18  | 0 / 87  | Extra-parlementaire |

## Disparition
En 2023, la commission électorale retire le parti du registre des partis.